# جان جان (ترانه)
"جان جان" (ارمنی: Նոր պար (Ջան ջան); ترجمه فارسی : جانم) ترانه‌ای از هنرمندان ارمنی اینگا و آنوش آرشاکیان است.این ترانه نماینده ارمنستان در مسابقه آواز یوروویژن ۲۰۰۹ بود و در مسابقه پایانی با امتیاز ۹۲ در جایگاه دهم این مسابقات ایستاد.

## وضعیت در جدول‌ها
| جدول (۲۰۰۹)             | موقعیت |
| ----------------------- | ------ |
| تاپ ۳۰ پماچینری         | ۳      |
| جدول تک‌آهنگ‌های سوئد     | ۲۹     |
| جدول تک‌آهنگ‌های بریتانیا | ۱۵۹    |